# إليانا إلياس
إليانا إلياس (بالبرتغالية: Eliane Elias‏) هي عازفة الجاز وعازفة بيانو وملحنة ومغنية برازيلية، ولدت في 19 مارس 1960 في ساو باولو في البرازيل.

## وصلات خارجية
- الموقع الرسمي
- إليانا إلياس على موقع IMDb (الإنجليزية)
- إليانا إلياس على موقع ميوزك برينز (الإنجليزية)
- إليانا إلياس على موقع أول ميوزيك (الإنجليزية)
- إليانا إلياس على موقع ديسكوغز (الإنجليزية)